# Al Bridge
Al Bridge, född 26 februari 1891 i Philadelphia, Pennsylvania, död 27 december 1957 i Los Angeles, Kalifornien, var en amerikansk skådespelare. Bridge använde även namnet Alan Bridge. Han medverkade i långt över 200 Hollywoodfilmer under framförallt 1930-talet och 1940-talet. Hans roller var i många fall små och omnämndes inte i filmernas förtexter. Vanligtvis spelade Bridge sheriffer, polismän och i allmänhet något otrevliga rollkaraktärer. De flesta av sina större filmroller gjorde han för regissören Preston Sturges. Al Bridge medverkade i nästan alla Sturges amerikanska filmer.

## Filmografi i urval
- 1932 – Blonda Venus (ej krediterad)
- 1935 – Galakväll på operan (ej krediterad)
- 1936 – De tre (ej krediterad)
- 1937 – Man lever bara en gång (ej krediterad)
- 1937 – I skyskrapornas skugga (ej krediterad)
- 1937 – Min fru har en fästman (ej krediterad)
- 1937 – Mysteriet i Sydstaterna (ej krediterad)
- 1938 – Ungdom på farliga vägar
- 1938 – Skandalen kring Julie (ej krediterad)
- 1939 – Skogarnas män
- 1939 – Mr Smith i Washington (ej krediterad)
- 1939 – Då lagen var maktlös (ej krediterad)
- 1940 – Jul i juli
- 1940 – Vägen till Santa Fe (ej krediterad)
- 1941 – Med tio cents på fickan
- 1941 – Kvinnan utan nåd (ej krediterad)
- 1941 – Kvinnan Eva (ej krediterad)
- 1942 – Dårarnas paradis
- 1942 – I detta vårt liv (ej krediterad)
- 1942 – Farlig som synden (ej krediterad)
- 1942 – Sabotör (ej krediterad)
- 1942 – Vägarnas folk gör revolt (ej krediterad)
- 1944 – Miraklet
- 1944 – Ja, må han leva!
- 1945 – Det växte ett träd i Brooklyn (ej krediterad)
- 1946 – Livet är underbart (ej krediterad)
- 1947 – Åh, en sån onsdag
- 1947 – Kvinnan utanför (ej krediterad)
- 1947 – Melodin som gäckade skuggan (ej krediterad)
- 1948 – Silverfloden
- 1948 – Otrogen u.p.a.
- 1949 – Söder om S:t Louis (ej krediterad)
- 1951 – Främlingar på tåg (ej krediterad)
- 1952 – Vi är inte gifta! (ej krediterad)